# 天主教維亞納教區 (安哥拉)
天主教維亞納教區（拉丁語：Dioecesis Viananensis）是安哥拉一個羅馬天主教教區，屬羅安達總教區。
教區成立於2007年6月6日，位於首都羅安達南郊。2010年有教友836,916人（佔轄區總人口50.0%）、十個堂區、卅二名司鐸。現任教區主教為埃米利奧·孫貝萊洛，榮休主教為若亞敬·費雷拉·洛佩斯。